# MG 5
MG 5 — легковой автомобиль, который был запущен в производство SAIC Motor под маркой MG в 2012 году.
Согласно журналу «What Car?», в Великобритании MG 5 будет конкурировать с Ford Focus и Volkswagen Golf. Первоначально автомобиль будет продаваться только в Китае из-за трудностей с поиском дилеров в Европе.
Автомобиль (внутренний заводской индекс — AP12) основан на платформе седана Roewe 350. Концепт-кар MG 5 дебютировал на Шанхайском автосалоне в 2011 году. Профиль модели напоминает Hyundai i30 и Honda Civic.
Среди доступных двигателей будут 4-цилиндровый 1,5-литровый мотор мощностью 100 л. с., а также 1,8-литровый TCI-Tech (модернизированная K-Series) мощностью 133 л. с., устанавливаемый также на MG6 GT. Возможно, также будет доступен турбированный вариант 1,8-литрового двигателя мощностью более 185 л.с.

## Первое поколение (AP12; 2012-2018)
MG 5 должен был конкурировать с Ford Focus и Volkswagen Golf. Под кодовым названием AP12 он разделяет автомобильную платформу с Roewe 350. MG 5 дебютировал как концепт-кар в 2011 году на автосалоне в Шанхае.В качестве силовых агрегатов будут доступны: четырёхцилиндровый 1,5 л VTi-Tech 16DOHC двигатель мощностью 100 л.с., а также 1,5 л TCI-Tech двигатель мощностью 133 л.с., устанавливаемый также на MG6 GT. 
Стандартная комплектация MG 5 достаточно богата и включает в себя:
антигравийное покрытие;
антиблокировочную систему тормозов;
систему распределения тормозных усилий;
систему помощи при торможении;
систему контроля торможения при повороте;передние и передние боковые подушки безопасности;
бортовой компьютер, гидроусилитель руля;
кондиционер, бардачок с охлаждением;
мультируль, серворуль; подогрев зеркал заднего вида; систему помощи при парковке; литые 16-дюймовые диски;
задние противотуманные фары; полноразмерное запасное колесо, кожаную обивку рулевого колеса; тканевую обивку салона и другое оборудование.

## MG GT (2014-2018)
В июле 2014 года MG расширила свое предложение компактным седаном под названием GT, разработанным на базе хэтчбека MG 5 в виде трехобъемной версии с
отдельным оформлением кузова. Автомобиль имеет авангардный стиль кузова с фарами агрессивной формы, а также плавно наклоненную линию крыши к задней части, увенчанной цельной полосой фонарей, простирающейся по всей ширине кузова. В пассажирском салоне MG применил более сдержанный дизайн, чем в случае с кузовом, во главе с массивной центральной консолью, на которой доминирует центрально расположенный дисплей.

## Второе поколение (с 2020)
Второе поколение MG5 дебютировало в сентябре 2020 непосредственно перед Пекинским автосалоном в 2020 году. Согласно SAIC, второе поколение MG5 имеет язык дизайна семейства MG третьего поколения, включая переднюю 
часть, подобную модернизированному MG HS 2020 года, с опциями двигателя, включая 1,5-литровый четырёхцилиндровый бензиновый двигатель с турбонаддувом, разработанный SAIC, мощностью 173 к.с. с. и 1,5-литровый четырёхцилиндровый бензиновый двигатель мощностью 120 л.с.
MG5 был представлен в июле 2021 года в Таиланде с 1,5-литровым двигателем SAIC 15S4C.

## Roewe i5
Roewe i5 – субкомпактный автомобиль, доступный в кузове седан, производимый компанией SAIC Motor. Компактный универсал, впервые представленный в версии электрического универсала Roewe Ei5, дебютировал на автосалоне в Гуанчжоу 2017 года. Седан MG 5 построен на платформе K, разработанной PATAC (Pan Asia Technical Automotive Center) – совместным предприятием General Motors и SAIC. Предназначенная для переднеприводных автомобилей с поперечным расположением мотора, в MG 5 платформа имеет стойки McPherson спереди и скручивающейся балкой сзади. Для экспортных рынков седан продается как MG5. Седан Roewe i5 комплектуется бензиновым двигателем 1,5л I4 с турбонаддувом от Buick Excelle GX. 

## Roewe Ei5 (EP22)
Roewe Ei5 – это электрический универсал созданный на основе Roewe i5. Китайская версия, дебютировавшая на автосалоне в Гуанчжоу в 2017 году, оснащена одним электродвигателем мощностью 116 л.с. Заявленный запас хода составляет 300 км и максимальная скорость 145 км/ч. В сентябре 2020 года Ei5 был представлен в Великобритании под названием MG5 EV с более мощным электродвигателем мощностью 154 л.с. и максимальной скоростью 185 км/ч. С аккумулятором на 52,2 кВтч автомобиль имеет запас хода 344 км по циклу WLTP. Доступна версия для длительного пробега с аккумулятором емкостью 61,1 кВт/ч и имеет запас хода 400 км по циклу WLTP. Roewe Ei5 был представлен в Таиланде под названием MG EP 26 ноября 2020 года с более мощным электродвигателем мощностью 163 л.с. с аккумулятором на 50,3 кВтч. Автомобиль имеет запас хода 380 км по циклу NEDC.